# Setomesosa rondoni
Setomesosa rondoni är en skalbaggsart som beskrevs av Stefan von Breuning 1968. Setomesosa rondoni ingår i släktet Setomesosa och familjen långhorningar.
Artens utbredningsområde är Laos. Inga underarter finns listade i Catalogue of Life.